# دیوید سی هیلمرز
دیوید سی هیلمرز (به انگلیسی: David Carl Hilmers) فضانورد اهل ایالات متحده آمریکا است که در ۲۸ ژانویهٔ ۱۹۵۰ میلادی در کلینتون، آیووا زاده شد. وی در مأموریت اس‌تی‌اس-۵۱-جی، اس‌تی‌اس-۲۶، اس‌تی‌اس-۳۶، اس‌تی‌اس-۴۲ حضور داشته است.